# Naruyuki Naito
Naruyuki Naito (内藤 就行 Naito Naruyuki?), född 9 november 1967 i Nara prefektur, är en japansk före detta fotbollsspelare.
Naito började sin karriär 1990 i Honda FC. 1992 flyttade han till Kashima Antlers. Han spelade 148 ligamatcher för klubben. Med Kashima Antlers vann han japanska ligan 1996, 1998, japanska ligacupen 1997 och japanska cupen 1997. 2000 flyttade han till FC Tokyo. Efter FC Tokyo spelade han för Avispa Fukuoka och Volca Kagoshima. Han avslutade karriären 2003.